# Station Jegłowa
Station Jegłowa is een spoorwegstation in de Poolse plaats Jegłowa.